# Dadi
Dadi is een bestuurslaag in het regentschap Magetan van de provincie Oost-Java, Indonesië. Dadi telt 4551 inwoners (volkstelling 2010).